# آزمون و خطا
آزمون و خطا (انگلیسی: Trial and error) یک رویکرد ابتدایی اما گسترده در حل مسائل و یادگیری است. این رویکرد علاوه بر انسان در رفتار جانوران نیز مشاهده می‌شود. آزمون و خطا شامل تلاشهای متعدد و امتحان راه حل‌های احتمالی و تجربه راه حل‌های ناموفق و پرهیز از تکرار آنهاست تا زمانی که در انبوه تلاشهای آزمایشی راه حلی موفق تجربه و تکرار شود.

از نظر مطالعاتی و کاربردی، آزمون و خطا در حوزه‌های مختلفی قابل مشاهده و بررسی است.
- رفتار: آزمون و خطا در رفتار حیوانات به خوبی مشهود است. برای مثال حیوانات آزمایشگاهی برای یافتن خوراک در امتداد انبوهی از تلاشهای اتفاقی به تدریج از تکرار تلاشهای ناموفق کاسته و تمایل بیشتری به تکرار تلاشهای موفق بروز می‌دهند.[۱]
- فرگشت: به تعبیری سازگاری مناسب و انتخاب طبیعی نیز نتیجه آزمون و خطاست. فرایند فرگشت از جمله شامل مجموعه ای از جهش‌های تصادفی است. اما بیشتر این جهش‌های اتفاقی چیزی بیشتر از خطای طبیعت نیستند و تنها در موارد استثنایی یک جهش می‌تواند موفق و قابل انتقال به نسل بعدی باشد.[۲]
- معرفت‌شناسی: بر اساس خردگرایی انتقادی، نهایتاً همه یادگیری‌ها به دنبال آزمون و خطا صورت می‌گیرد. از آمیب تک سلولی گرفته تا موش آزمایشگاهی یا حتی دانشمندی که صحت و سقم یک نظریه را به محک آزمون می‌گذارد همگی به آزمون و خطا متوسل می‌شوند.[۳]
- برنامه‌نویسی: بسیاری از الگوریتم‌های بازگشتی و تکراری در برنامه‌های کامپیوتری از شیوه آزمون و خطا استفاده می‌کنند.

## خوانش بیشتر
- Ashby, W. R. (1960: Second Edition). Design for a Brain. Chapman & Hall: London.
- Traill, R.R. (1978/2006). Molecular explanation for intelligence…, Brunel University Thesis, HDL.handle.net
- Traill, R.R. (2008). Thinking by Molecule, Synapse, or both? — From Piaget’s Schema, to the Selecting/Editing of ncRNA. Ondwelle: Melbourne. Ondwelle.com — or French version Ondwelle.com.
- Zippelius, R. (1991). Die experimentierende Methode im Recht (Trial and error in Jurisprudence), Academy of Science, Mainz, ISBN 3-515-05901-6